# Єгорівка (Новгород-Сіверський район)
Єго́рівка — село в Україні, у Коропській селищній громаді Новгород-Сіверського району  Чернігівської області. Населення становить 35 осіб. Від 2016 орган місцевого самоврядування — Коропська селищна рада.

## Символіка
На гербі зображений серп і колосок, які утворюють літеру «Є», першу в назві села.

## Історія
12 червня 2020 року, відповідно до розпорядження Кабінету Міністрів України № 730-р «Про визначення адміністративних центрів та затвердження територій територіальних громад Чернігівської області», увійшло до складу Коропської селищної громади.
19 липня 2020 року, в результаті адміністративно-територіальної реформи та ліквідації Коропського району, увійшло до складу Новгород-Сіверського району Чернігівської області.